# Millville (Iowa)
Millville es una ciudad ubicada en el condado de Clayton en el estado estadounidense de Iowa. En el Censo de 2010 tenía una población de 30 habitantes y una densidad poblacional de 172,88 personas por km².

## Geografía
Millville se encuentra ubicada en las coordenadas 42°42′13″N 91°4′35″O / 42.70361, -91.07639. Según la Oficina del Censo de los Estados Unidos, Millville tiene una superficie total de 0.17 km², de la cual 0.17 km² corresponden a tierra firme y (0%) 0 km² es agua.

## Demografía
Según el censo de 2010, había 30 personas residiendo en Millville. La densidad de población era de 172,88 hab./km². De los 30 habitantes, Millville estaba compuesto por el 100% blancos, el 0% eran afroamericanos, el 0% eran amerindios, el 0% eran asiáticos, el 0% eran isleños del Pacífico, el 0% eran de otras razas y el 0% pertenecían a dos o más razas. Del total de la población el 0% eran hispanos o latinos de cualquier raza.